# Rohatynský rajón
Rohatynský rajón (ukrajinsky Рогатинський район) byl rajón v Ivanofrankivské oblasti na Ukrajině. Hlavním městem byl Rohatyn a rajón měl přibližně 39 tisíc obyvatel. 

## Sídla v rajónu
- Bukačivci
- Rohatyn